# 帕朗蒂讷
帕朗蒂讷（法語：Palantine，法語發音：[palɑ̃tin]）是法国杜省的一个市镇，属于贝桑松区。

## 地理
帕朗蒂讷（47°5'21"N, 5°56'36"E）面积4.31 平方千米，位于法国勃艮第-弗朗什-孔泰大區杜省，该省份为法国东部内陆省份，北起上索恩省，西接汝拉省，东部及东南部与瑞士接壤，东北部与贝尔福地区省接壤。
与帕朗蒂讷接壤的市镇（或旧市镇、城区）包括：沙尔奈、塞塞、库尔塞勒、古苏朗代、拉旺坎热、鲁镇。

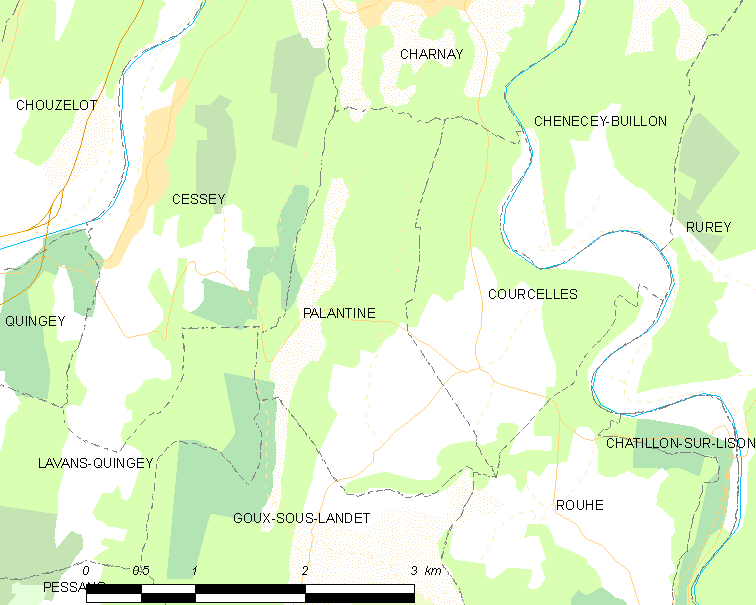
帕朗蒂讷的OSM定位图

帕朗蒂讷的时区为UTC+01:00、UTC+02:00（夏令时）。

## 行政
帕朗蒂讷的邮政编码为25440，INSEE市镇编码为25443。

## 政治
帕朗蒂讷所属的省级选区为圣维特县。

## 人口

1962-2008年间帕朗蒂讷人口变化图示

帕朗蒂讷于2022年1月1日时的人口数量为59人。